# Petr Kralert
Petr Kralert (* 20. října 1979 Praha) je český tenisový trenér a bývalý profesionální hráč. Ve své kariéře na okruhu ATP World Tour nevyhrál žádný turnaj. Na challengerech ATP a okruhu ITF získal čtyři tituly ve dvouhře.
Na žebříčku ATP byl ve dvouhře nejvýše klasifikován v červnu 2000 na 138. místě a ve čtyřhře pak v říjnu 2004 na 321. místě. Trénovali jej Vojtěch Flégl, Robert Krechler a Jan Taussig.
K roku 2012 byl trenérem české hráčky Kláry Zakopalové. V současnosti trénuje ruskou tenistku Jekatěrinu Alexandrovovou, která žije dlouhodobě v Česku.

## Tenisová kariéra
V roce 1996 v juniorské kategorii vyhrál dvouhru na Pardubické juniorce, na Banana Bowlu a spolu s krajanem Robinem Vikem získali titul také na americkém Orange Bowlu.
V daviscupovém týmu České republiky odehrál jednu vítěznou dvouhru roku 1999, v zápase o udržení ve Světové skupině proti Uzbekistánu, který Česko vyhrálo 5:0.
Hlavní soutěž na Grand Slamu si zahrál na US Open 2000, kde v úvodním kole porazil Španěla Davida Sancheze a ve druhém skončil na raketě Agustina Calleriho.

## Tituly na challengerech ATP a okruhu Futures
| Legenda         |
| --------------- |
| Challengery (2) |
| Futures (2)     |

### Dvouhra
ATP Challenger Series
| Č. | Datum | Turnaj                      | Povrch | Finalista    | Výsledek        |
| -- | ----- | --------------------------- | ------ | ------------ | --------------- |
| 1. | 1999  | Granby, Kanada              | tvrdý  | Mark Knowles | 6–4, 62–7, 7–67 |
| 2. | 2001  | Ho Či Minovo Město, Vietnam | tvrdý  | Suwandi      | 6–2, 2–6, 6–4   |

Futures Tour
- 2005 – Great Britain F5 Futures (tvrdý, hala)
- 2003 – Germany F7 Futures (antuka)